# I. Mihnea havasalföldi fejedelem
I. Mihnea vagy Rossztévő Mihnea (románul: Mihnea cel Rău), (1462 – 1510. március 12.) Havasalföld fejedelme 1508-tól 1509-ig.
III. Vlad (megh. 1476) fiaként született. Uralkodása alatt kegyetlenségében közel állt édesapjához. Végül ellenfelei elől Nagyszebenbe menekült, akik itt meg is ölték (őket viszont a nép összeaprította). Sírja a nagyszebeni evangélikus templomban található, az orgona mögötti lezárt részben.
Alexandru Odobescu történelmi elbeszélést írt róla, amely 1860-ban jelent meg.